# Marcos Roberto Silveira Reis
Marcos Roberto Silveira Reis (Oriente, 4 d'agost de 1973), conegut com a Marcos, és un exfutbolista brasiler que jugava de porter al Palmeiras. Campió de la Copa del Món de Corea i Japó 2002 amb la selecció del Brasil.

## Palmarès
Palmeiras
- 1 Copa Libertadores: 1999
- 2 Campionat Brasiler: 1993, 1994
- 1 Copa del Brasil: 1998
- 1 Copa Mercosur: 1998
- 1 Copa dos Campeões: 2000
- 2 Torneig Rio-São Paulo: 1993, 2000
- 4 Campionat Paulista: 1993, 1994, 1996, 2008
- 1 Campionat Brasiler Série B: 2003

### Internacional
- 1 Copa del Món: 2002
- 1 Copa Confederacions: 2005
- 1 Copa Amèrica: 1999